# Tafelvoetbal

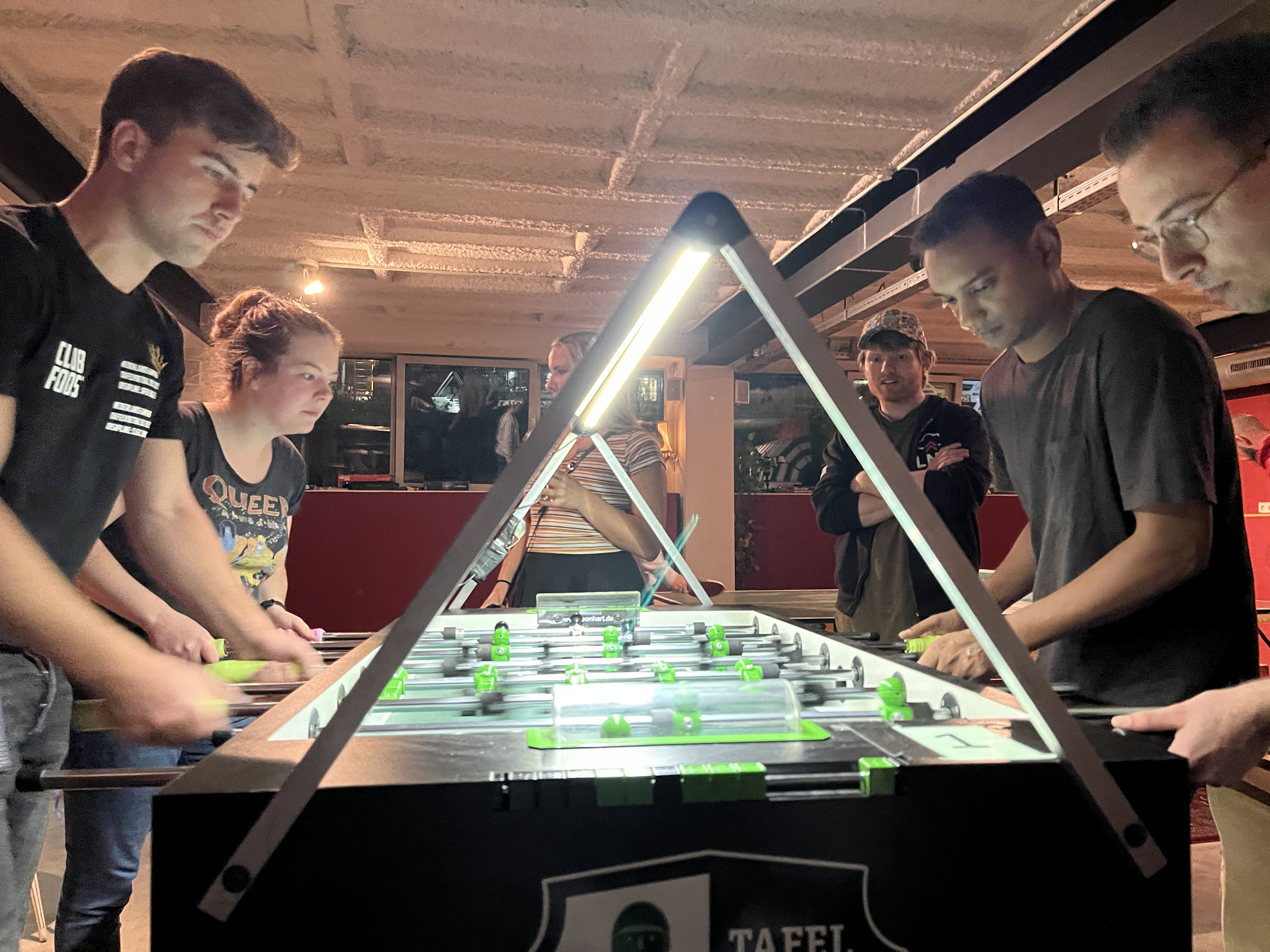
Een partij tafelvoetbal op Club Foos Amsterdam (2021)

Tafelvoetbal is een behendigheidssport waarbij op een tafel met opstaande randen een voetbalwedstrijd wordt gespeeld door twee teams van poppen, die door aan de tafel verbonden stangen bestuurd worden.

## Algemene beschrijving
De gebruikelijke opstelling van de poppen op een tafelvoetbaltafel is: 1 keeper - 2 verdedigers - 5 middenvelders - 3 aanvallers. Het spel kan worden gespeeld in horecagelegenheden, speelhallen of voetbalkantines, en ook thuis. Behalve de gedegen professionele tafels worden door speelgoedwinkels tevens eenvoudige uitvoeringen geleverd.
Het spel wordt over het algemeen door 2 of 4 spelers gespeeld. Bij 2 tegen 2 heeft ieder speler twee stangen in zijn hand en probeert hij de bal in de goal van de tegenstander te schieten. Aangezien de kast vaak muntinworp  heeft (bijvoorbeeld 1 euro voor 11 ballen), duurt één spelletje meestal totdat de ballen op zijn. In wedstrijdverband en op kasten zonder muntinworp, die één of meer balletjes bevatten die meerdere keren worden gebruikt, wordt meestal gespeeld tot een van beide teams een score van elf punten heeft bereikt. De score wordt meestal bijgehouden op eenvoudige scoretellers die op de doelen zijn gemonteerd.
Benaming
Tafelvoetbal is in de VS bekend onder de naam foosball (van het Duitse Fußball). In het Duits heet het echter Kicker of meer formeel Tischfußball. Het Spaans voor tafelvoetbal is futbolín. In Argentinië noemen ze het metegol en in Frankrijk babyfoot. In Italië is de naam calcio balilla of biliardino en in Chili wordt het taca-taca genoemd. In West-Vlaanderen spreekt men van "bakkn" of bakken en wordt er gespeeld op een bak of baktafel.

## Geschiedenis

### Oorsprong

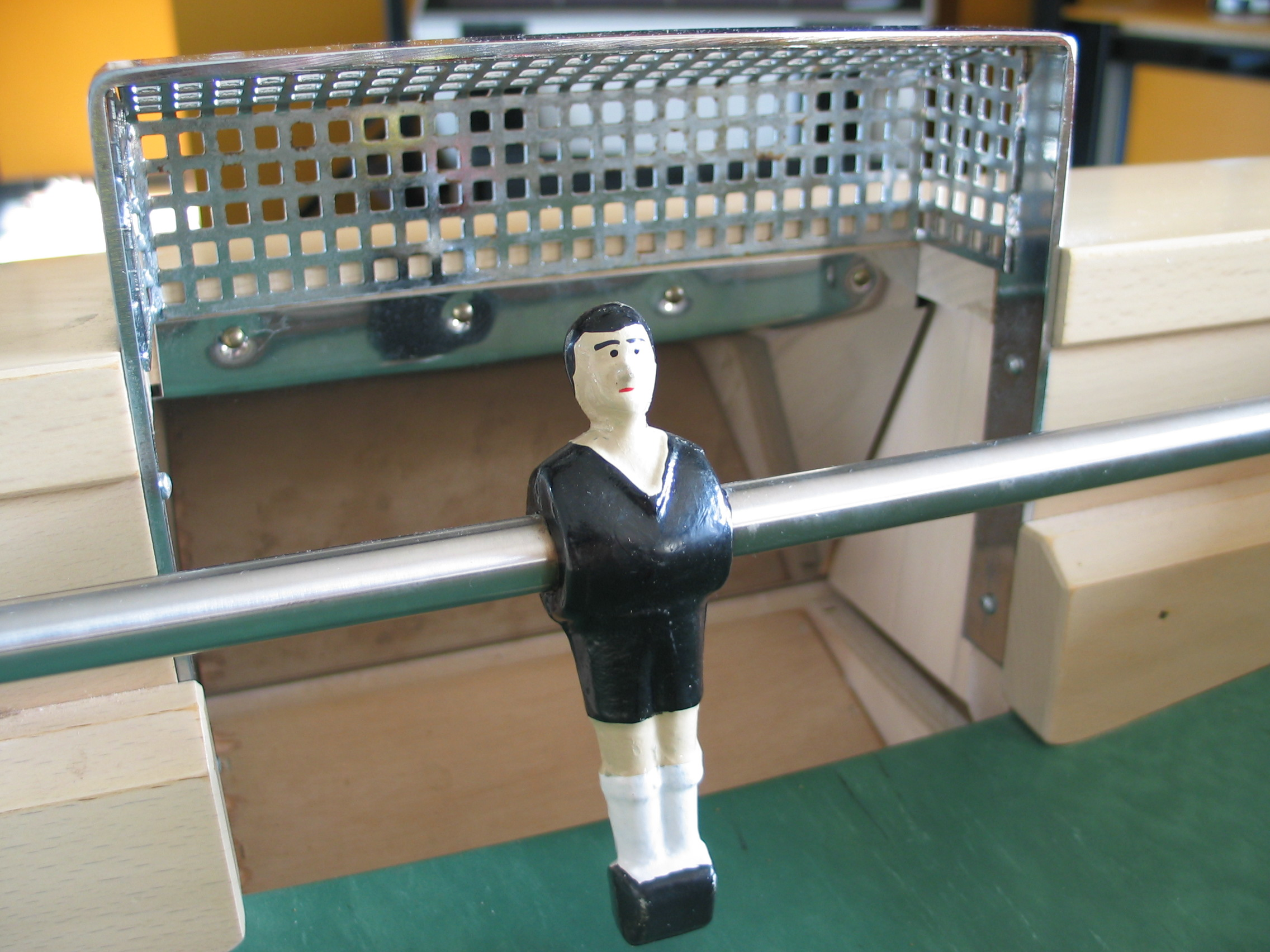
Doelman

Er gaan in de literatuur ten minste drie lezingen rond over de oorsprong van het tafelvoetbal. De eerste lezing is Britse Harold Searles Thorton naar aanleiding van de populariteit van voetbal in Europa een miniatuur voetbalspel in gedachten had en het idee van een voetbaltafel ontstond toen hij met een lucifersdoosje en lucifers aan het spelen was. Het eerste officiële tafelvoetbalspel heeft hij in 1921 in Engeland gepatenteerd. Hij zou het in 1927 in de VS nog eens patenteren, maar het spel sloeg er aanvankelijk niet aan.
Een andere lezing van de oorsprong van het spel is dat de Fransman Lucien Rosengart (1880 -1976) de uitvinder van de eerste tafelvoetbalkast is. Hij verdiende als producent van bouten en moeren, maar later ook zelfs als autoproducent en uitvinder een flinke hoeveelheid geld met zijn ingenieuze ideeën. De minicar, voorwielaandrijving en de veiligheidsgordel zijn, naast de Babyfoot-tafelvoetbaltafel, enkele van zijn uitvindingen.
De derde lezing is dat de Spanjaard Alexandre de Finesterre het spel uit verveling uitvond toen gedurende de Spaanse Burgeroorlog gewond in het ziekenhuis lag. Hij zou het in 1937 gepatenteerd hebben, maar de papieren zouden verloren gegaan zijn.
Dan is er ook het gerucht dat tafelvoetbal was uitgevonden om oorlogsveteranen te helpen met revalideren. Hoewel dit toch echt niet het geval was, werden er wel grote successen geboekt met het verbeteren van de oog-handcoördinatie. Heden speelt tafelvoetbal ook een rol in sociale rehabiliteringsprogramma's van gevangenissen in de Verenigde Staten.

### Verspreiding

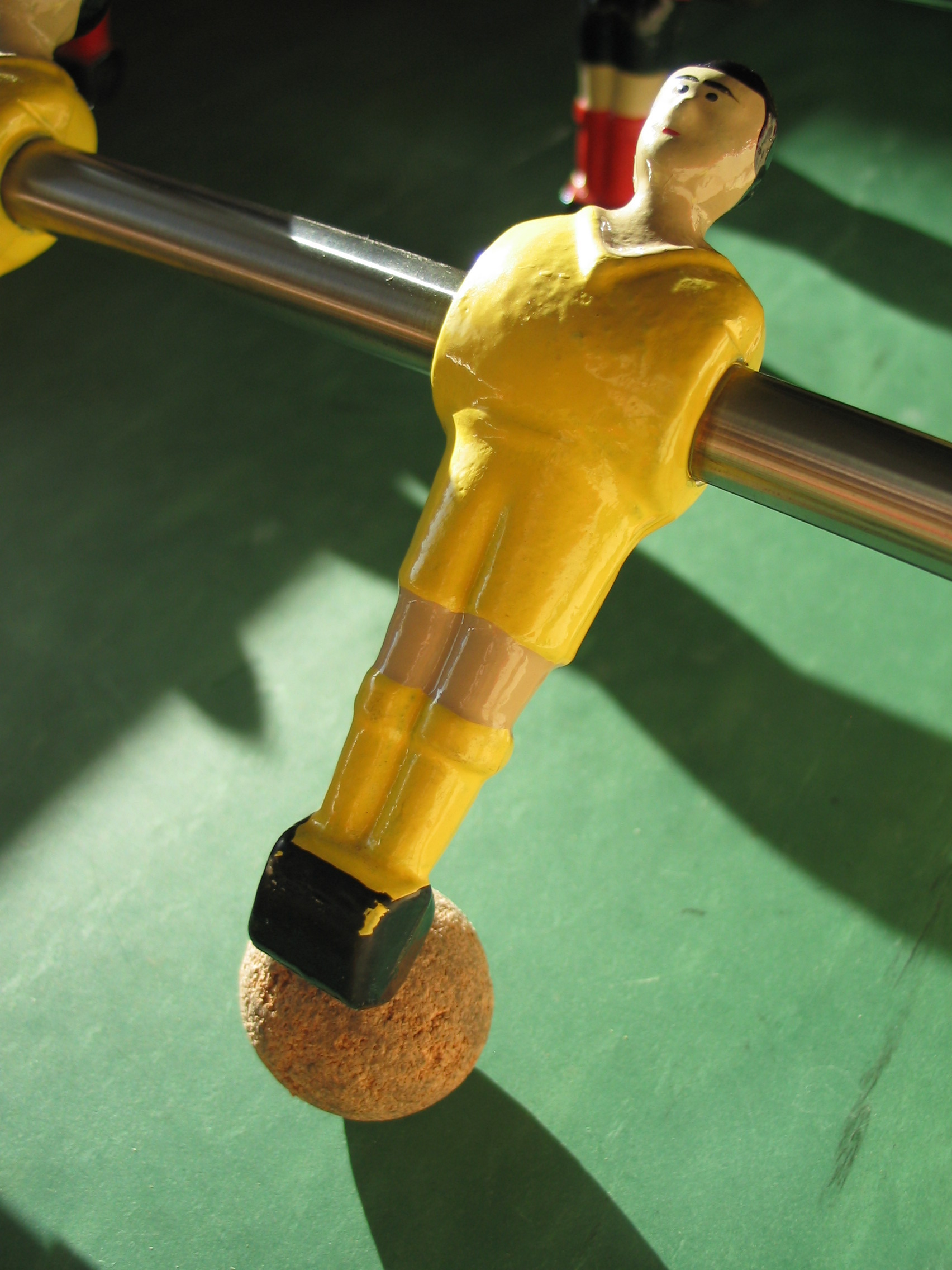
Voetballer

Ongeacht de oorsprong, de tafelvoetbalsport ontwikkelde zich pas na de Tweede Wereldoorlog: In de 1950er jaren wordt in België de eerste tafelvoetbalcompetitie georganiseerd. In 1976 wordt de European Table Soccer Union (ETU) opgericht en hiermee werden de diverse Europese competities met elkander gecoördineerd, middels onder meer een jaarlijkse Europa Cup.
In de VS begint het tafelvoetbal op te leven wanneer Lawrence Patterson, een Amerikaanse soldaat die in Duitsland gestationeerd was en het spel daar leerde kennen, het tafelvoetbalspel in 1962 in  Amerika herintroduceerde door de import van een Beierse tafelvoetbalkast. Hij patenteerde de term "foosball" voor het spel in Noord-Amerika, hetgeen heeft beklijft. Hij is ook degene die de tafel met muntinworp introduceerde. De eerste geheel Amerikaanse tafelvoetbaltafel werd in 1970 door Bob Hayes en Bob Furr geproduceerd. Zij waren de verantwoordelijken, tezamen met Pattersons tafelvoetbaltafel-met-munt-inworp voor het feit dat het foosball in de jaren 70 in de VS een nationale hype werd. Het werd er zo populair dat zelfs het prestigieuze Sports Illustrated rapportages van tafelvoetbaltoernooien publiceerde. De opkomst van Pac-Man, andere videospellen en arcadehallen in de jaren 80 leidde echter tot een inzinking van de populariteit van het tafelvoetbal in de VS.
In Nederland werd het tafelvoetbal van oudsher door het zuiden gedomineerd. De eerste Nederlandse tafelvoetbalvereniging komt dan ook uit Limburg. Sinds de jaren zestig worden reeds competities gespeeld in Limburg en Noord-Brabant gespeeld. Later spreidde het spel zich ook naar de Randstad, met name de regio's van Rotterdam en Amsterdam. De eerste tafelvoetbalclub aldaar was Club Foos Amsterdam. Anno 2017 worden in de Randstad ook competities en tafelvoetbaltoernooien gehouden worden. Ook in het noorden van het land komt het langzaam van de grond.

### Heden

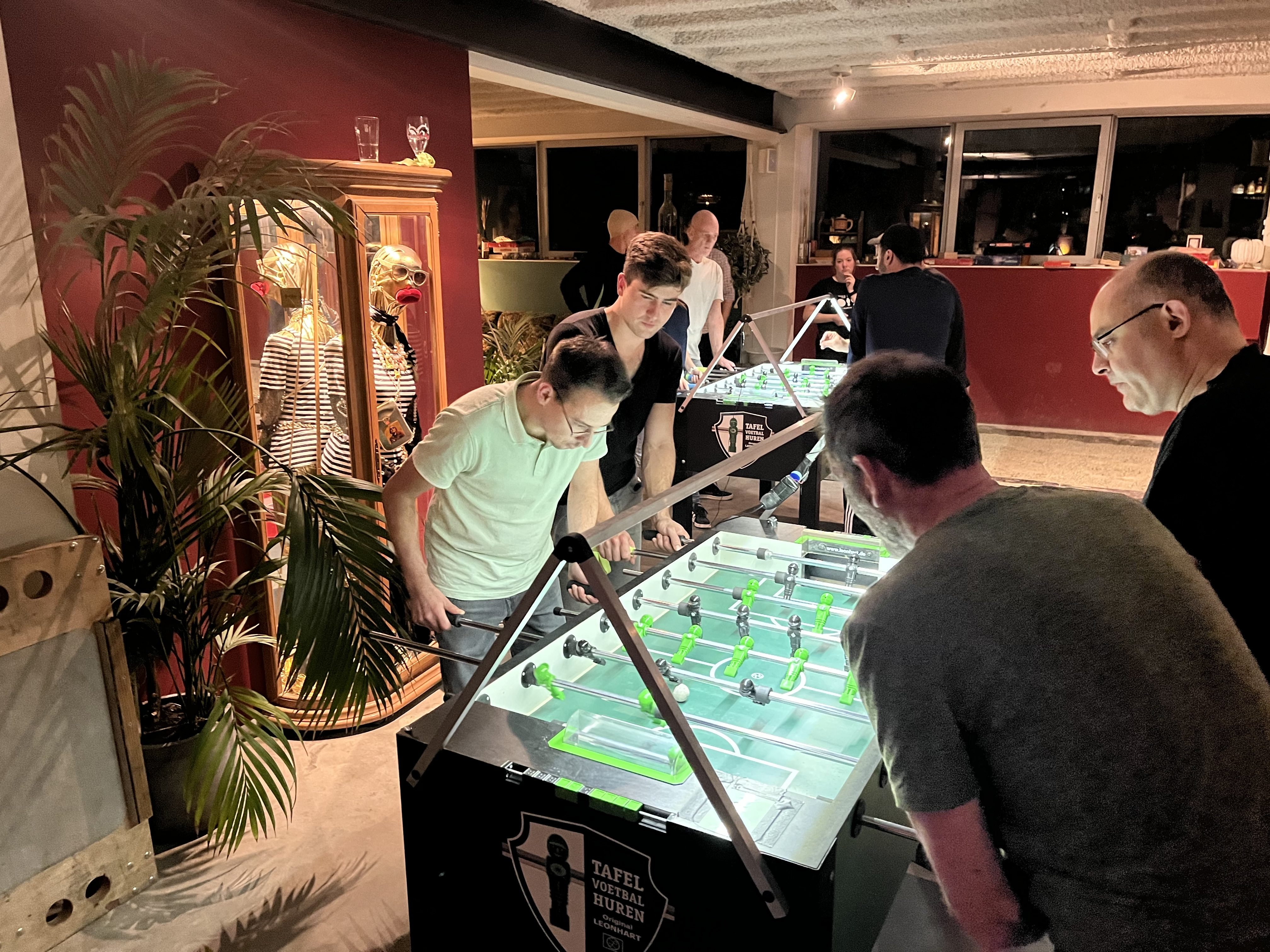
Tafelvoetbal in recreatiebar Chez Miné, Amsterdam

Het spelletje wordt nu over de hele wereld gespeeld. Een voortdurende probleem van het unificatieproces is echter dat er diverse typen tafelvoetbaltafels zijn en diverse land een voorkeur lijken te hebben voor hun eigen type. Heden nog zijn er ten minste vijf dominante tafeltypen, elk met, bijvoorbeeld, eigen speelpoppetjes, afmetingen van handvaten en compositie van de ballen. Er is dan ook niet slechts een kampioenschap in het enkel- of dubbelspel, open, heren, of vrouwen, maar een kampioenschap voor elke categorie voor elke tafeltype. In 2002 werd in Frankrijk daarom de International Table Soccer Federation (ITFS) opgericht met de missie het spel wereldwijd te populariseren en het verder te reguleren.

## Type tafelvoetbaltafels
Het spel kent diverse type tafelvoetbaltafels en kampioenen worden dan ook per type tafel bepaald. De meest bekende tafels zijn de volgende;
- Franse ofwel Bonzini tafel. Deze tafel is robuust en veelal ambachtelijk vervaardigd. Het wordt gekenmerkt door relatief zware poppetjes van aluminium, rubberen speelveld en lichte kurkballen. Het spel eist extreem goed techniek en wordt gekenmerkt door hoge controle van de bal.
- Duitse ofwel Leonhart tafel. Volgens The menscave wordt deze tafel gekenmerkt door een mix van Amerikaanse pragmatisme en Europese finesse.[9] Duitse poppetjes hebben een vergelijkbaar ontwerp als de Amerikaanse poppetjes, maar zijn lichter, wat tot meer pinmogelijkheden leidt. Het spel op deze tafel is relatief snel, met goede balcontrole en regulier spel.
- Spaanse tafel. Het speelveld van deze tafel helt lichtjes van de middenlijn tot de doellijnen, waardoor de bal altijd naar het midden neigt te rollen.
- Italiaanse ofwel Garlando tafel. Deze tafel wordt gekenmerkt door een glazen speelveld, kleine poppetjes en lichte draaistangen. Dit leidt tot gevarieerd spel geschikt voor verschillende niveaus.
- Amerikaanse ofwel Tornado tafel. Dit is de enige tafel - en mogelijk de enige sportvariant - met ongelijke teams, dat wil zeggen 11 versus 13 poppetjes. Het bevat meestal een plastic gelamineerde speelveld. De voeten van de poppetjes zijn breed hetgeen het samenspelen tussen de poppetjes bevorderd, maar waarmee ook de snelheid van het spel lager is.

Er is voorts de
- Belgische Jupiter-tafel of “Royal Star” voetbaltafel. Op deze tafel wordt met houten spelers en een speelveld uit gezandstraald glas gespeeld om maximale controle en spelsnelheid te hebben.

| - De verschillende tafelvoetbaltafels - Bonzini-tafel - Jupiter-tafel - Spaanse tafel - Garlando-tafel |

## Tafelvoetbal in Nederland

### Niveau
Het tafelvoetbal neemt mede in landen als de VS en Duitsland een hoge vlucht. Deze landen domineren dan ook de sport. In Nederland is het veeleer een nichesport. Dit blijkt wel uit de zeer schaarse aantal wereldkampioenen dat Nederland voortgebracht heeft sinds 2004, toen onder auspiciën van de ITFS de wereldkampioenschappen gehouden begonnen te worden:
- 2011, in Eaubonne, Frankrijk: Henk Habets en Rocco Raven - Wereldkampioen open dubbels op de Bonzini-tafel.
- 2011, in Hochsayerland, Duitsland: Tessa Otten-Kerhof met haar Duitse speelpartner Ellen van Onckelen - Wereldkampioen open dubbels op de Leonhart-tafel.
- 2018, in Sankt Wendel, Duitsland: Raoul Chamuleau en Thijs van Schijndel - Wereldkampioenen open dubbels op de Leonhart-tafel.
- 2019, in Murcia, Spanje: Twan Hermans - Wereldkampioen enkelspel heren op de multi-tafel.

### Regionale verschillen
Tafelvoetbal is tegenwoordig weer in opkomst. Naast de tafelvoetbalcultuur die er al in Noord-Brabant en Limburg was, verspreidt de populariteit van het spelletje zich ook steeds meer in de richting van de Randstad. In de Randstad staan de kasten vooral in coffeeshops, speelhallen, sportkantines en hier en daar in een poolcentrum en ook scholen hebben er soms één in de kantine of aula voor gebruik in de pauzes. In Noord-Brabant en Limburg vindt men veel kasten in cafés. In deze laatste provincies wordt al sinds de jaren zestig competitie gespeeld.
Het tweede grote verschil tussen de Randstad en het zuiden van Nederland is het tafeltype. Terwijl men in de Randstad alleen "kunststof" kasten (kunststofpoppen en -bal) tegenkomt, speelt men in Noord-Brabant en Limburg traditioneel op zogenaamd "hout" (houten poppen en kurken bal). De laatste jaren heeft echter ook in het zuiden de kunststofkast terrein gewonnen. Dit is vooral te danken aan de opkomst van de ITSF.

### Regels
Grote internationale toernooien worden gespeeld volgens regels van de ITFS. In Nederland bestaat er een aantal regionale verschillen. Zo is het in de Randstad niet toegestaan via een kant of via een andere speler te scoren. Ook als de bal per ongeluk tegen een pop of zijkant aankomt, telt de goal dus niet. Ook als er met de middenstang (met vijf poppen) gescoord wordt is de goal afgekeurd.
In Noord-Brabant en Limburg worden de reguliere toernooien en competities op de "kunststofkasten" volgens de regels van de ITSF gespeeld. Voor de "houtkasten" is nog steeds een apart reglement van toepassing.
'Draaien', 'tollen' of 'spinnen', ofwel het meer dan 360 graden rond laten draaien van een stang, is echter iets dat bijna nergens mag. In sommige landen mag je de bal niet met de pop vastklemmen of móet je scoren uit een pass van de middenstang (met vijf poppen).
Om te winnen moet je 10 punten scoren.
Er bestaan ook veelgebruikte onofficiële regels, zoals:
- Een goal met de keeper telt voor twee punten. Dit geldt alleen als het balletje de rand of een van de andere poppen niet heeft aangeraakt.
- Een klinker telt voor drie. Dit is als de bal in het doel gaat en er weer uit kaatst.
- Een klinker met de doelman geeft vijf punten. Ook hier geldt de regel: Het telt alleen als het balletje de rand of een van de andere spelers niet heeft aangeraakt.

## Terminologie
- Draaien, tollen, spinnen: Een illegale techniek waarbij de stang meer dan dan 360 graden vrij geroteerd wordt.
- Schiettstijlen
  - Snake shot: Schot waarbij de bal aangelegd wordt door het tussen de middelste vooraanstaande aanvallers hiel en de tafel te klemmen. Het poppetje wordt dan met open hand  zijwaarts geschoven opdat de pop zich achter de bal verplaatst en het schot door een draai van de vuist om het handvat genomen wordt.[12]
  - Europin
  - Pull shot[13]
  - Classic pin
  - King pin
  - Deadmansshot[14]
- Tafeltypes: Zie Type tafelvoetbaltafels hierboven.